# Championnats d'Amérique du Nord, d'Amérique centrale et des Caraïbes d'athlétisme 2018
Navigation
Édition précédente Édition suivante
La 3e édition des championnats d'Amérique du Nord, d'Amérique centrale et des Caraïbes d'athlétisme, organisée par l'Association d'athlétisme d'Amérique du Nord, d'Amérique centrale et des Caraïbes (NACAC), se déroule du 10 au 12 août 2018 au Varsity Stadium de Toronto, au Canada.

## Résultats[1]

### Hommes
| 100 m (+ 0,4 m/s) | Tyquendo Tracey 10 s 03 (CR)                                                          | Kendal Williams 10 s 11                                                        | Cameron Burrell 10 s 12                                                                                |
| 200 m (+ 1,7 m/s) | Kyle Greaux 20 s 11 (CR)                                                              | Aaron Brown 20 s 20                                                            | Nigel Ellis 20 s 57                                                                                    |
| 400 m | Demish Gaye 45 s 47                                                                   | Nery Brenes 45 s 67                                                            | Fitzroy Dunkley 45 s 76                                                                                |
| 800 m | Brandon McBride 1 min 46 s 14                                                         | Marco Arop 1 min 46 s 82                                                       | Wesley Vázquez 1 min 47 s 63                                                                           |
| 1 500 m | Izaic Yorks 3 min 51 s 85                                                             | Patrick Casey 3 min 51 s 87                                                    | Charles Philibert-Thiboutot 3 min 52 s 60                                                              |
| 5 000 m | Hassan Mead 14 min 0 s 18                                                             | Riley Masters 14 min 1 s 04                                                    | Justyn Knight 14 min 1 s 77                                                                            |
| 10 000 m | Lopez Lomong 29 min 49 s 03 (CR)                                                      | Elkanah Kibet 29 min 51 s 37                                                   | Reed Fischer 29 min 53 s 63                                                                            |
| 110 m haies (+ 0,4 m/s) | Hansle Parchment 13 s 28                                                              | Aleec Harris 13 s 49                                                           | Shane Brathwaite 13 s 52                                                                               |
| 400 mètres haies | Kyron McMaster 48 s 18 (CR)                                                           | Annsert Whyte 48 s 91                                                          | Khallifah Rosser 49 s 13                                                                               |
| 3 000 m steeple | Andy Bayer 8 min 28 s 55 (CR)                                                         | Travis Mahoney 8 min 29 s 29                                                   | Jordan Mann 8 min 45 s 14                                                                              |
| 20 km marche | Evan Dunfee 1 h 25 min 39 s (CR)                                                      | Nick Christie 1 h 30 min 11 s                                                  | John Cody Risch 1 h 36 min 5 s                                                                         |
| 4 × 100 m | Canada Bismark Boateng Jerome Blake Mobolade Ajomale Aaron Brown 38 s 56              | Barbade Shane Brathwaite Mario Burke Burkheart Ellis Jr Jaquone Hoyte 38 s 69  | Trinité-et-Tobago Nathan Farinha Jonathan Farinha Jalen Purcell Kyle Greaux 38 s 89                    |
| 4 × 400 m | États-Unis Nathan Strother Obi Igbokwe Michael Cherry Kahmari Montgomery 3 min 0 s 60 | Bahamas O'Jay Ferguson Teray Smith Michael Mathieu Alonzo Russell 3 min 3 s 80 | Cuba Leandro Zamora Rivero Adrián Chacón Muñoz Rubén Rey Caballero León Yoandys A. Lescay 3 min 4 s 11 |
| Saut en hauteur | Jeron Robinson 2,28 m (CR)                                                            | Michael Mason 2,28 m (CR=)                                                     | Django Lovett Donald Thomas 2,28 m (CR=)                                                               |
| Saut à la perche | Scott Houston 5,45 m (CR)                                                             | Shawnacy Barber 5,40 m                                                         | non décernée                                                                                           |
| Saut en longueur | Marquis Dendy 8,29 m (CR)                                                             | Tajay Gayle 8,24 m                                                             | Ramone Bailey 8,09 m                                                                                   |
| Triple saut | Jordan Díaz 16,83 m                                                                   | Chris Benard 16,73 m                                                           | Keandre Bates 16,65 m                                                                                  |
| Lancer du poids | Darrell Hill 21,68 m (CR)                                                             | Tim Nedow 21,02 m (PB)                                                         | O'Dayne Richards 20,89 m                                                                               |
| Lancer du disque | Fedrick Dacres 68,47 m (CR)                                                           | Traves Smikle 65,46 m                                                          | Reggie Jagers 62,70 m                                                                                  |
| Lancer du marteau | Roberto Sawyers 72,94 m (CR)                                                          | Alex Young 72,75 m                                                             | Adam Keenan 72,72 m                                                                                    |
| Lancer du javelot | Anderson Peters 79,65 m (CR)                                                          | Curtis Thompson 76,02 m                                                        | Markim Felix 75,14 m                                                                                   |
| Records et Performances - AR : Record continental (area record) - CR : Record des championnats (championship record) - MR : Record du meeting (meet record) - NR : Record national (national record) - OR : Record olympique (olympic record) - PR : Record paralympique (paralympic record) - PB : Record personnel (personal best) - SB : Meilleure performance personnelle de la saison (season's best) - WL : Meilleure performance mondiale de l'année (world leader) - WJR : Record du monde junior (world junior record) - WR : Record du monde (world record) Circonstances et Conditions - DNF : N'a pas terminé (did not finish) - DNS : N'a pas pris le départ (did not start) - DQ : Disqualification (disqualification) - NM : Aucun essai valable enregistré (No Mark) - Q : Qualifié « directement » au prochain tour (ou à la prochaine compétition), lors d'une compétition majeure, grâce au classement ou à la réalisation des minima (automatic qualifier) - q : Qualifié au prochain tour (ou à la prochaine compétition), lors d'une compétition majeure, grâce au repêchage ou à la réalisation de l'une des meilleures performances parmi celles des « non qualifiés directement » (grâce au meilleur temps ou à la meilleure distance par exemple) (secondary qualifier) |                                                                                       |                                                                                | |

### Femmes
| 100 m (+0,9 m/s) | Jenna Prandini 10 s 96 (CR)                                                          | Jonielle Smith 11 s 07                                                                      | Crystal Emmanuel 11 s 11                                                        |
| 200 m (-0,3 m/s) | Shericka Jackson 22 s 64                                                             | Crystal Emmanuel 22 s 67                                                                    | Phyllis Francis 22 s 91                                                         |
| 400 m | Stephenie Ann McPherson 51 s 15                                                      | Aiyanna Stiverne 52 s 00                                                                    | Brionna Thomas 52 s 19                                                          |
| 800 m | Ajeé Wilson 1 min 57 s 52 (CR)                                                       | Natoya Goule 1 min 57 s 95                                                                  | Rosemary Almanza 2 min 00 s 15                                                  |
| 1 500 m | Kate Grace 4 min 06 s 23                                                             | Shannon Osika 4 min 06 s 92                                                                 | Gabriela Stafford 4 min 07 s 36                                                 |
| 5 000 m | Rachel Schneider 15 min 26 s 19 (CR)                                                 | Lauren Paquette 15 min 39 s 40                                                              | Kate Van Buskirk 15 min 50 s 35                                                 |
| 10 000 m | Marielle Hall 33 min 27 s 19                                                         | Rochelle Kanuho 33 min 28 s 33                                                              | Rachel Cliff 33 min 30 s 16                                                     |
| 100 mètres haies (+0,9 m/s) | Kendra Harrison 12 s 55 (CR)                                                         | Danielle Williams 12 s 67                                                                   | Andrea Vargas 12 s 91                                                           |
| 400 mètres haies | Shamier Little 53 s 32 (CR)                                                          | Janieve Russell 53 s 81                                                                     | Georganne Moline 54 s 26                                                        |
| 3 000 m steeple | Mel Lawrence 9 min 45 s 36 (CR)                                                      | Emily Oren 9 min 56 s 66                                                                    | Megan Rolland 9 min 59 s 85                                                     |
| 20 km marche | Maria Michta-Coffey 1 h 36 min 34 s                                                  | Mirna Ortíz 1 h 38 min 36 s                                                                 | Katie Burnett 1 h 39 min 31 s                                                   |
| 4 × 100 m | États-Unis Kiara Parker Shania Collins Dezerea Bryant Jenna Prandini 42 s 50         | Jamaïque Shelly-Ann Fraser-Pryce Jura Levy Jonielle Smith Shericka Jackson 43 s 33          | Canada Shaina Harrison Crystal Emmanuel Phylicia George Jellisa Westney 43 s 50 |
| 4 × 400 m | États-Unis Briana Guillory Jasmine Blocker Kiana Horton Courtney Okolo 3 min 26 s 08 | Jamaïque Stephenie Ann McPherson Tiffany James Anastasia Le-Roy Christine Day 3 min 27 s 25 | Canada Micha Powell Aiyanna Stiverne Travia Jones Alicia Brown 3 min 28 s 04    |
| Saut en hauteur | Levern Spencer 1,91 m (=CR)                                                          | Elizabeth Patterson 1,88 m                                                                  | Loretta Blaut 1,82 m                                                            |
| Saut à la perche | Katie Nageotte 4,75 m (CR)                                                           | Yarisley Silva 4,70 m                                                                       | Sandi Morris 4,65 m                                                             |
| Saut en longueur | Shakeelah Saunders 6,60 m                                                            | Quanesha Burks 6,59 m                                                                       | Tissanna Hickling 6,38 m                                                        |
| Triple saut | Shanieka Ricketts 14,25 m (=CR)                                                      | Tori Franklin 14,09 m                                                                       | Thea Lafond 13,74 m                                                             |
| Lancer du poids | Maggie Ewen 18,22 m                                                                  | Cleopatra Borel 17,83 m                                                                     | Jessica Ramsey 17,80 m                                                          |
| Lancer du disque | Yaimé Pérez 61,97 (CR)                                                               | Valarie Allman 59,67 m                                                                      | Maggie Ewen 59,00 m                                                             |
| Lancer du marteau | DeAnna Price 74,60 (CR)                                                              | Jillian Weir 71,96 m                                                                        | Brooke Andersen 70,05 m                                                         |
| Lancer du javelot | Ariana Ince 59,59 m                                                                  | Bethany Drake 54,71 m                                                                       | Coralys Ortiz 54,71 m                                                           |
| Records et Performances - AR : Record continental (area record) - CR : Record des championnats (championship record) - MR : Record du meeting (meet record) - NR : Record national (national record) - OR : Record olympique (olympic record) - PR : Record paralympique (paralympic record) - PB : Record personnel (personal best) - SB : Meilleure performance personnelle de la saison (season's best) - WL : Meilleure performance mondiale de l'année (world leader) - WJR : Record du monde junior (world junior record) - WR : Record du monde (world record) Circonstances et Conditions - DNF : N'a pas terminé (did not finish) - DNS : N'a pas pris le départ (did not start) - DQ : Disqualification (disqualification) - NM : Aucun essai valable enregistré (No Mark) - Q : Qualifié « directement » au prochain tour (ou à la prochaine compétition), lors d'une compétition majeure, grâce au classement ou à la réalisation des minima (automatic qualifier) - q : Qualifié au prochain tour (ou à la prochaine compétition), lors d'une compétition majeure, grâce au repêchage ou à la réalisation de l'une des meilleures performances parmi celles des « non qualifiés directement » (grâce au meilleur temps ou à la meilleure distance par exemple) (secondary qualifier) |                                                                                      |                                                                                             |                                                                                 |